# YUBA liga 1946
La YUBA liga 1946 è stata la 2ª edizione del massimo campionato jugoslavo di pallacanestro maschile. La vittoria finale è stata ad appannaggio della Stella Rossa, approfittando della decisione da parte della federazione jugoslava di non considerare validi per la classifica i risultati della Quarnero di Fiume, ammessa come ospite al torneo. Se fossero stati considerati validi i risultati della squadra ospite, a vincere il campionato sarebbe stata la Quarnero. In data 11 settembre 1946 il quotidiano di Pola "Il nostro giornale", forse ignorando che le squadre ospiti erano escluse dalla classifica, annunciò trionfalmente ed erroneamente la vittoria del campionato di pallacanestro ad opera della Quarnero sotto il titolo "La Quarnero di Fiume vince il campionato jugoslavo".

## Regular season
|    | Squadra               | G | V | N | P | PF  | PS  | Pt. |
| -- | --------------------- | - | - | - | - | --- | --- | --- |
| 1. | Stella Rossa Belgrado | 7 | 6 | 0 | 1 | 305 | 107 | 12  |
| 2. | Zadar                 | 7 | 5 | 0 | 2 | 166 | 145 | 10  |
| 3. | Egyseg Novi Sad       | 7 | 5 | 0 | 2 | 186 | 194 | 10  |
| 4. | Partizan Belgrado     | 7 | 4 | 0 | 3 | 211 | 106 | 8   |
| 5. | Slavija Zagabria      | 7 | 4 | 0 | 3 | 142 | 126 | 8   |
| 6. | Metalac Belgrado      | 7 | 3 | 0 | 4 | 107 | 113 | 6   |
| 7. | Sloboda Lubiana       | 7 | 1 | 0 | 6 | 83  | 206 | 2   |
| 8. | Makedonija Skopje     | 7 | 0 | 0 | 7 | 74  | 287 | 0   |

| YUBA liga 1946         |
| ---------------------- |
| Stella Rossa 1º titolo |

## Formazione vincitrice
| N° | Naz.                  | Ruolo | Sportivo           |  | Alt. |  |
| -- | --------------------- | ----- | ------------------ |  | ---- |  |
|    | Jugoslavia (bandiera) |       | Nebojša Popović    |  |      |  |
|    | Jugoslavia (bandiera) |       | Aleksandar Gec     |  |      |  |
|    | Jugoslavia (bandiera) |       | Borislav Stanković |  |      |  |
|    | Jugoslavia (bandiera) |       | Milan Bjegojević   |  |      |  |
|    | Jugoslavia (bandiera) |       | Relja Mešterović   |  |      |  |
|    | Jugoslavia (bandiera) |       | Vasilije Stojković |  |      |  |
|    | Jugoslavia (bandiera) |       | Rade Jovanović     |  |      |  |
|    | Jugoslavia (bandiera) |       | Miodrag Stefanović |  |      |  |
|    | Jugoslavia (bandiera) |       | Tihomir Balubdžić  |  |      |  |
|    | Jugoslavia (bandiera) |       | Srđan Kalember     |  |      |  |
|    | Jugoslavia (bandiera) |       | Ivan Dimić         |  |      |  |
|    | Jugoslavia (bandiera) |       | Vladimir Banjac    |  |      |  |
|    | Jugoslavia (bandiera) | All.  | Nebojša Popović    |  |      |  |